# Selma Diamond
Selma Diamond (Montréal, 6 agosto 1920 – Los Angeles, 13 maggio 1985) è stata un'attrice e scrittrice canadese.

## Biografia
Interprete dalla caratteristica voce roca, è nota per il ruolo di Selma Hacker nella serie televisiva della NBC Giudice di notte. Ha recitato anche in diversi musical, tra cui Follies. Sua è la voce del personaggio della moglie (che non appare mai di persona) di Spencer Tracy nella commedia Questo pazzo, pazzo, pazzo, pazzo mondo (1963).

## Filmografia parziale

### Cinema
- Questo pazzo, pazzo, pazzo, pazzo mondo (It's a Mad, Mad, Mad, Mad World), regia di Stanley Kramer (1963)
- Batte il tamburo lentamente (Bang the Drum Slowly), regia di John D. Hancock (1973)
- L'ospite d'onore (My Favorite Year), regia di Richard Benjamin (1982)
- Un incurabile romantico (Lovesick), regia di Marshall Brickman (1983)
- Ai confini della realtà (Twilight Zone: The Movie), regia di Joe Dante, John Landis (1983)
- Ho sposato un fantasma (All of Me), regia di Carl Reiner (1984)

### Televisione
- McMillan e signora (McMillan & Wife) – serie TV, 1 episodio (1972)
- Angeli volanti (Flying High) – serie TV, 1 episodio (1978)
- Vicini troppo vicini (Too Close for Comfort) – serie TV, 8 episodi (1980-1984)
- Giudice di notte (Night Court) – serie TV, 36 episodi (1984-1985)